# Pioniere (socialismo)
I pionieri erano i membri di organizzazioni giovanili legate a partiti comunisti; si ispirava nelle forme e nei motti allo scautismo di matrice cattolica, ma rifacendosi alle elaborazioni pedagogiche marxiste e, in particolare, alla pedagogia del collettivo attiva in URSS nell'edificazione socialista dopo la Rivoluzione d'ottobre del 1917. Tipicamente le organizzazioni raggruppavano bambini della scuola elementare fino alla adolescenza. Prima del 1990 c'era una forte cooperazione a livello internazionale tra i membri di Stati diversi, coordinata dal Comité international des mouvements d'enfants et d'adolescents (CIMEA), fondata nel 1958 con sede a Budapest.
In Italia "Pionieri" venivano chiamati i ragazzi aderenti all'organizzazione giovanile del Partito Comunista Italiano denominata Associazione Pionieri d'Italia, attiva dal secondo dopoguerra, ed il cui relativo periodico, Pioniere, diretto da Gianni Rodari. Tale associazione si ispirava allo scautismo per la forma associativa ed era caratterizzata da un fazzolettone rosso e verde, simile anch'esso a quello dell'uniforme scout.